# Аспергилл дымящий
Aspergillus fumigatus (лат.), также аспергилл дымящий — вид высших плесневых грибов рода аспергилл, сапрофит и патоген для человека, вызывающий аспергиллёзы (в частности новообразования — аспергилломы) и иммунодефицитные состояния. Является одним из самых термофильных грибов своего рода. А. fumigatus, выращенные на некоторых строительных материалах, могут продуцировать генотоксические и цитотоксические микотоксины, такие как глиотоксин.

## Геном
А. fumigatus обладает стабильным гаплоидным геномом, который включает в себя 29,4 миллионов пар оснований. Геномные последовательности трёх видов аспергиллов — А. fumigatus, A. nidulans и A. oryzae — были опубликованы в декабре 2005 года в журнале Nature.

## Строение
У этого гриба известно два типа колоний: пушистые, в которых хорошо развит воздушный белый мицелий и слабо представлено конидиальное спороношение, придающее колонии нежно-голубоватый оттенок, и бархатистые — с мицелием в субстрате и обильным конидиальным спороношением, имеющим густую голубовато-зелёную окраску. При рассматривании колонии под малым увеличением микроскопа видно, что цепочки конидий на каждом конидиеносце образуют все вместе плотную колонку. На поверхности вздутия конидиеносца имеются только фиалиды, покрывающие главным образом его верхнюю часть.

## Патогенез

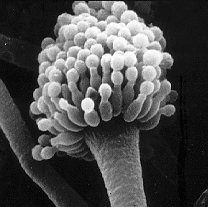
Фиалиды с конидиями Aspergillus fumigatus

Aspergillus fumigatus является наиболее частой причиной инвазивной грибковой инфекции у иммуносупрессированных лиц, к которым относятся пациенты, получающие иммуносупрессивную терапию при аутоиммунных или неопластических заболеваниях (опухоли), реципиенты трансплантации органов и больные СПИДом. A. fumigatus в первую очередь вызывает инвазивную инфекцию в лёгких и представляет собой основную причину заболеваемости и смертности у этих людей. Кроме того, A. fumigatus может вызывать хронические лёгочные инфекции, аллергический брохнолёгочный аспергиллёз или аллергические заболевания у иммунокомпетентных лиц.

## Галерея

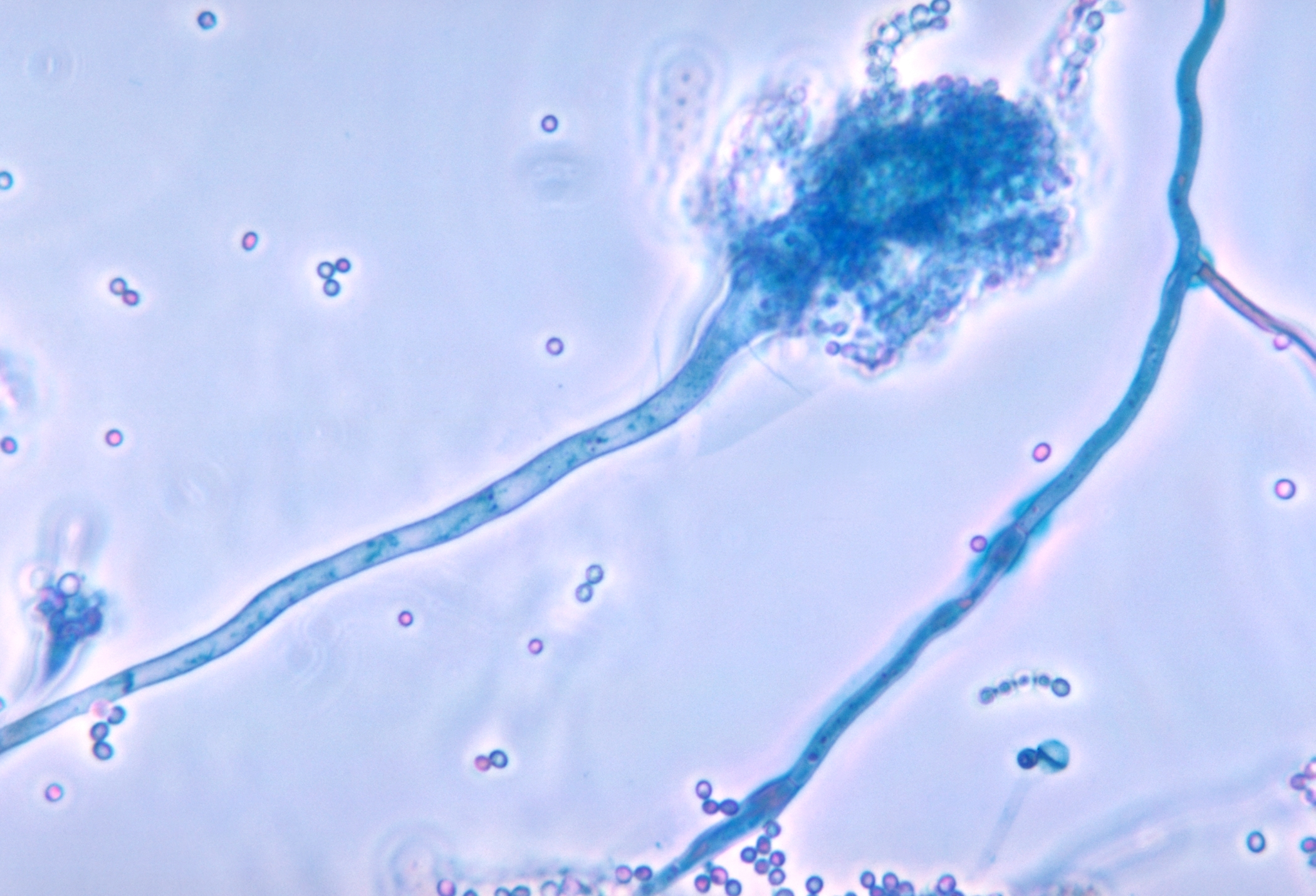
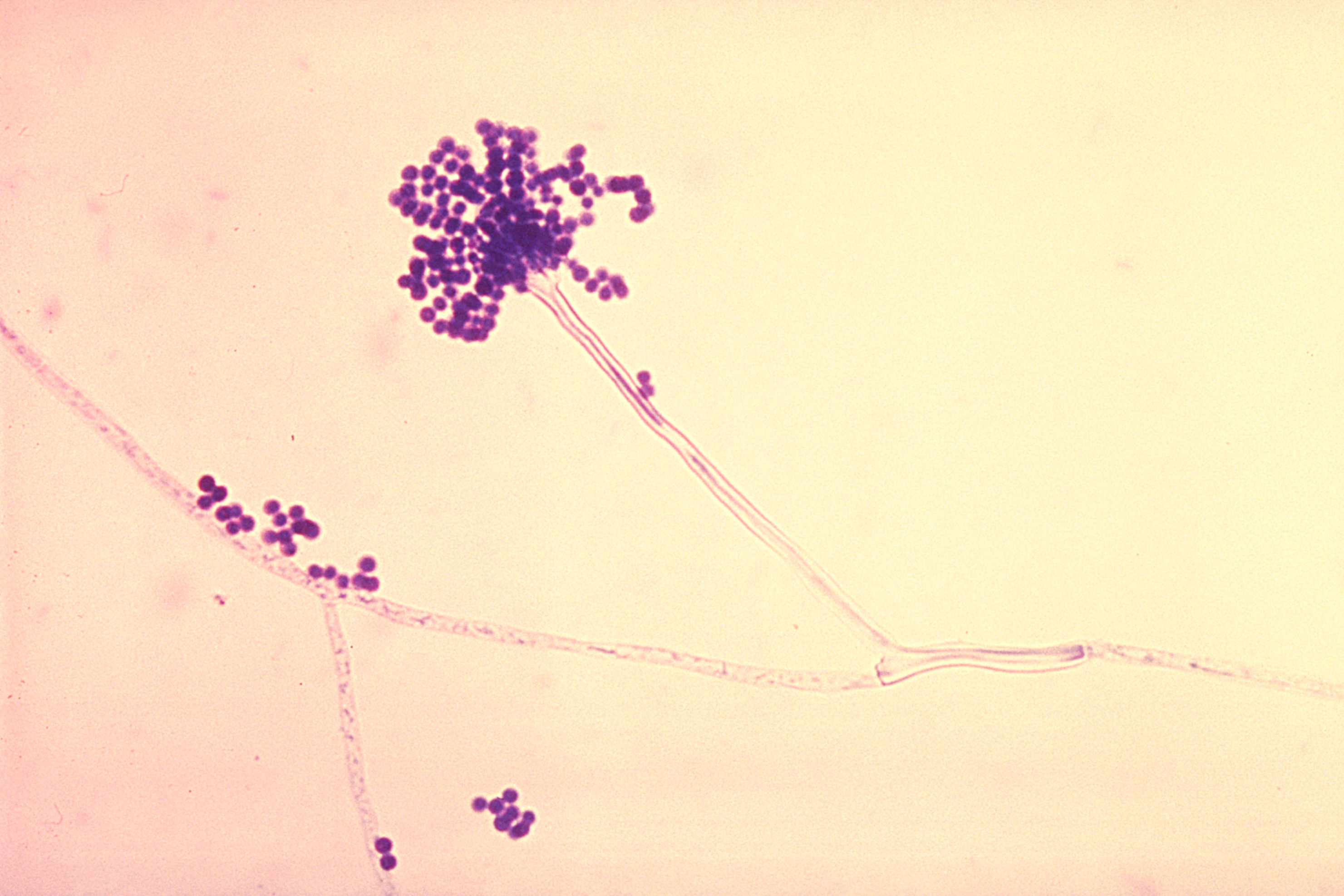
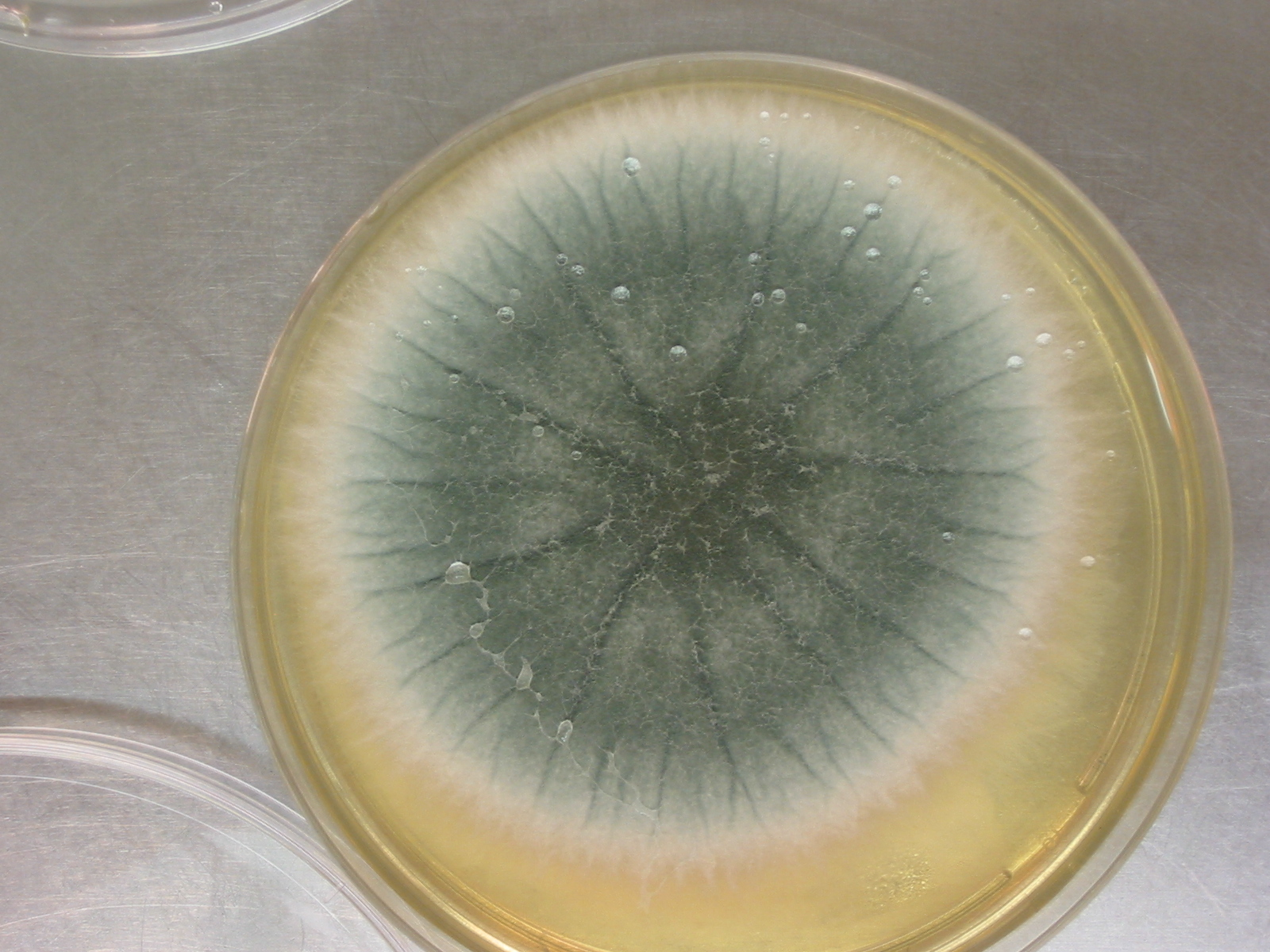
Колония в чашечке Петри.
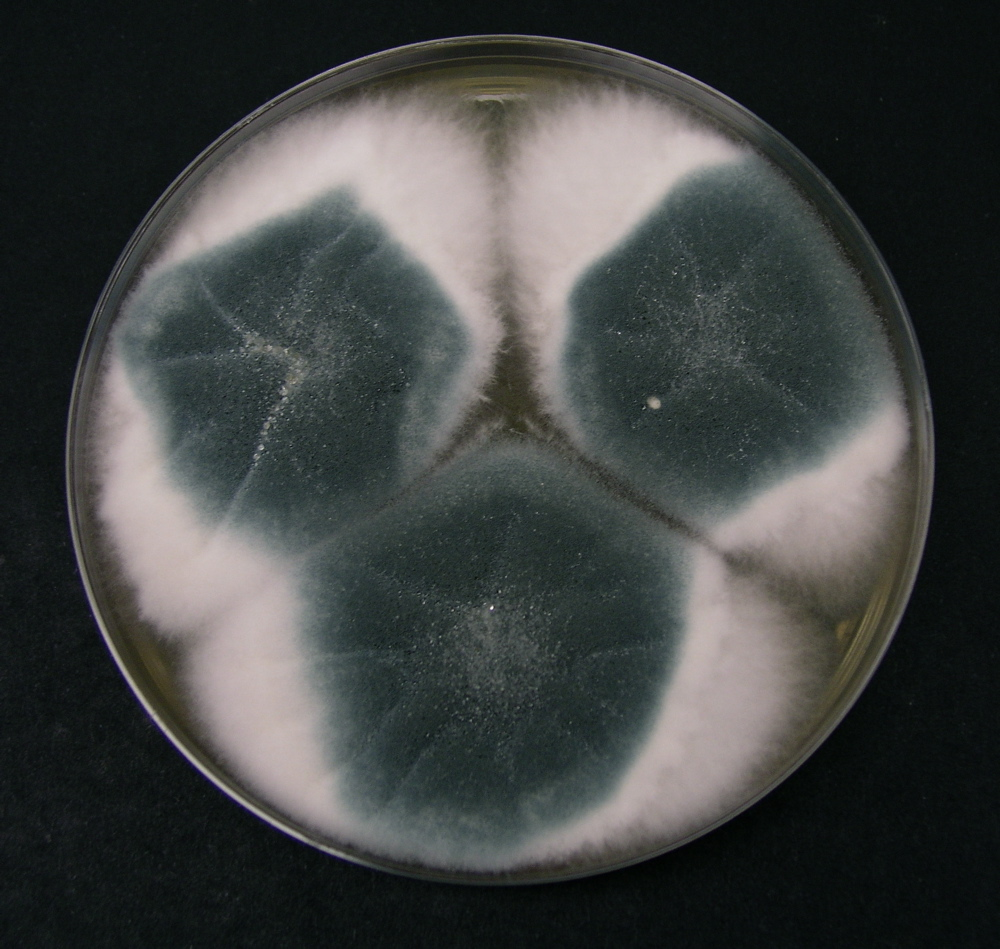
Колония Aspergillus fumigatus на агаре, изолированная из почвы лесного массива.
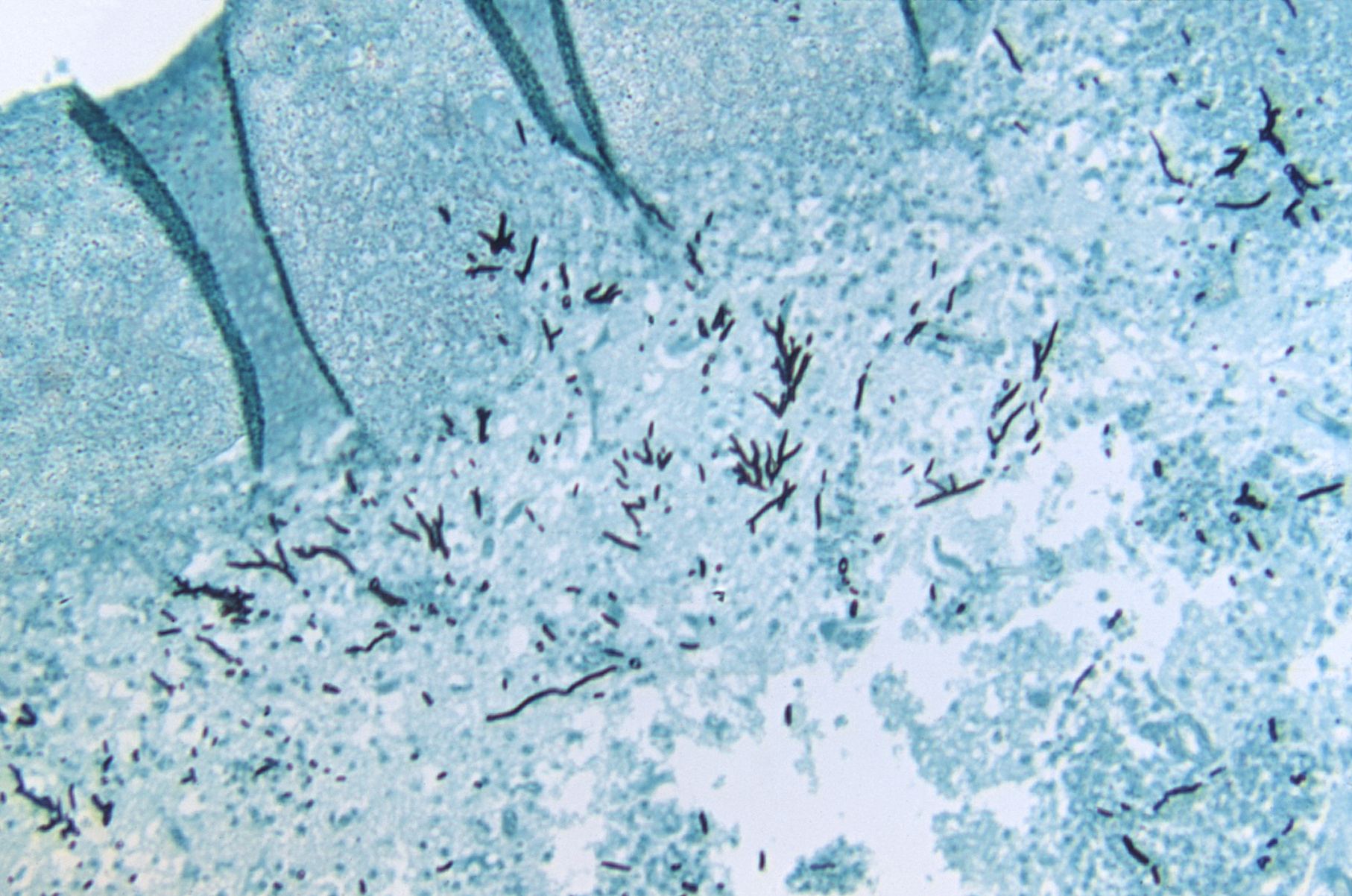
Аутоинфицирование мозга индейки.